# Porter Township (comté de Jefferson, Pennsylvanie)
Porter Township est un township situé au sud-ouest du comté de Jefferson, en Pennsylvanie, aux États-Unis,. En 2010, il comptait une population de 305 habitants.

## Démographie
Lors du recensement de 2010, le township comptait une population de 305 habitants. Elle est estimée, en 2018, à 311 habitants.

### Source de la traduction
- (en) Cet article est partiellement ou en totalité issu de l’article de Wikipédia en anglais intitulé « Porter Township, Jefferson County, Pennsylvania » (voir la liste des auteurs).